# Trolleybus de Bienne
Les trolleybus de Bienne (en allemand : Trolleybussystem Biel) font partie du réseau de transports en commun de la ville bilingue de Bienne, dans le canton de Berne en Suisse. Le réseau de trolleybus dessert également la ville voisine de Nidau.
Mis en service en 1940, le réseau de trolleybus a graduellement remplacé l'ancien tramway de Bienne.

## Lignes
| Ligne | Itinéraire                  | Fréquence en heure de pointe | Durée du parcours | Nombre d’arrêts |
| 1     | Stade - Mauchamps           | 7.5 min                      | 31 min            | 27              |
| 3     | Bois Devant - Petit Marais  | 7.5 min                      | 26 min            | 26              |
| 4     | Bois Devant - Nidau Beunden | 7.5 min                      | 22 min            | 25              |

## Matériel roulant
Le reseau est exploité jusqu’en mai 2018 par des Hess Swisstrolley de deuxieme et troisième génération. Après cette date, les Swisstrolley 2 seront remplacés par des Hess Swisstrolley « plus », de cinquième génération.

## Annexe